# Stefano Mauri
Pour les articles homonymes, voir Mauri.
Stefano Mauri (né le 8 janvier 1980 à Monza, en Lombardie) est un footballeur international italie.

## Biographie
Stefano Mauri a commencé sa carrière à l'âge de 16 ans avec Brugherio. Deux ans plus tard, il part jouer à Meda, où il a joué 3 saisons de la Serie C2 à la Serie D.
En 2001, il rejoint le Modena FC, et fait ses débuts en Serie A en septembre 2002, lors de la défaite 3-0 face au Milan AC. Après 2 saisons, il s'engage à Brescia, où il joue une saison pleine. 
En novembre 2004, il fait ses débuts internationaux contre la Finlande. 
Fin 2005, il termine 11e avec son club et, en fin de saison, il part à l'Udinese. Après 1 saison au Stadio Friuli, il perd sa place de titulaire lors de la seconde.
En janvier 2006, Mauri est prêté 6 mois à la Lazio. Il fait ses débuts dans son nouveau club en Coppa Italia contre l'Inter Milan et devient un titulaire régulier de l'équipe première. Il joue 15 matchs, marque 2 buts et convainc les dirigeants de prolonger son contrat dans la capitale.
Lors de la saison 2006-2007, il joue 29 matchs et est un des artisans de la 3e place de son club en Serie A. Le manager, Delio Rossi, l'utilise en soutien de Goran Pandev and Tommaso Rocchi, ce qui permet un bon rendement de l'équipe. Le 18 septembre 2007, il joue son premier match en Champions League contre l'Olympiakos Le Pirée en entrant à la 61e minute. La Lazio ne va pas plus loin que le premier tour cette année-là. 
Son début de saison 2007-2008 est marqué par quelques pépins physiques et il doit composer avec l'émergence de Mourad Meghni dans le trident offensif de la Lazio. La saison suivante, ses performances ne sont pas à la hauteur des saisons précédentes et il est très critiqué, notamment lors d'un match face au Milan AC. Trois jours plus tard, il fait taire ces critiques en marquant un magnifique but contre la Fiorentina en bicyclette (victoire 3-0). 
En mai 2009, il remporte la Coupe d'Italie 2009.
Le 28 mai 2012, Stefano Mauri a été arrêté par la police italienne dans l'affaire des matches truqués en Italie dite "Calcioscommesse".

## Sélection
- 11 sélections : Première sélection le 17 novembre 2004 Italie - Finlande (1-0)

## Palmarès
- Vainqueur de la Coupe d'Italie en 2009 et 2013 avec la Lazio Rome
- Vainqueur de la Supercoupe d'Italie en 2009 avec la Lazio Rome